# 세계 랠리 선수권 대회

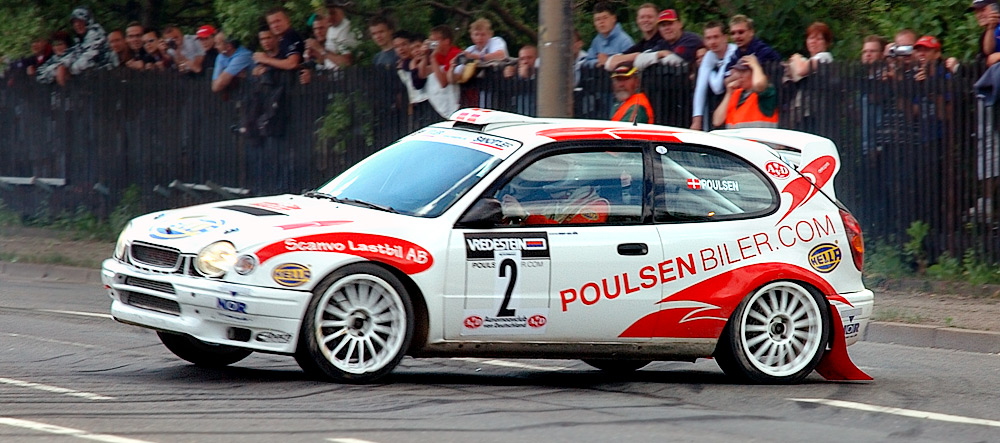
토요타 코롤라 WRC 2002

세계 랠리 선수권 대회(World Rally Championship 월드 랠리 챔피언십[*], WRC)은 국제 자동차 연맹(FIA)이 주관하는 국제 랠리 자동차 경주 대회이다. 1973년에 시작되어 포뮬러 원에 이어 두번째로 오래된 FIA 주관 세계 챔피언십 대회이다. WRC와 같은 스테이지에서 더 적은 최대출력과 비용 제한을 받는 WRC2, WRC3 서포트 경주 또한 열리고 있으며 몇 개 경주에서 주니어 WRC 또한 동시에 열리고 있다.
대회 초기에는 자동차 제조사의 순위만 가르다가 1979년부터는 운전자 부문이 신설되어 분리 수여를 하고 있다. WRC 시즌은 각 3~4일 간 자갈길, 포장도로, 눈길, 빙판길 등을 달리는 13개의 랠리 이벤트로 이뤄지며, 이들 랠리는 대개 15~25개의 스페셜 스테이지(special stage, SS)로 나뉜 시간 경쟁 경주로 치러진다.
대한민국에서는 2000년 현대자동차가 최초로 WRC에 진출했다. 당시 현대 월드랠리팀은 베르나로 상위권 진입에 성공했다. 이후 2013년 WRC 복귀를 선언하고 현대 i20을 출전시킨다 2014년 몬테카를로 랠리에서 리타이어했지만 8월 22일부터 24일까지 열린 독일 라인란트팔츠주(州) 바움홀더에서 열린 9라운드에서 우승하는 쾌거를 이루어냈다.

## 경주용 자동차
WRC 대회는 총 13개 랠리로 이루어져 있고, 양산 차량을 근간으로 WRC 규정에 따라 배기량 2.0리터 엔진에 터보차저가 장착된 사륜구동(4WD) 자동차를 사용해야 한다. 이 규정은 2012년에 배기량 2.0리터에서 1.6리터로 하향 조정되었다. 최근에 우승을 차지한 랠리 자동차들로는 시트로엥 엑사라(프랑스어: Citroën Xsara), 포드 포커스 RS, 미쓰비시 랜서 에볼루션, 푸조 307, 스코다 파비아(Skoda Fabia), 그리고 스바루 임프레자가 있다.
WRC 대회는 공식적으로 그룹 A와 그룹 B 랠리 자동차로 나누어 경기를 치렀다. 그러나 참가 차량들의 엔진 마력이 증가하면서 차량 사고의 위험이 증대하였고, 결국은 1986년 심각한 사고가 발생하여 그룹 B가 완전히 금지되었다. 이후 1997년 그룹 A 차량들이 WRC 경주용 자동차의 규격으로 발전하여 자동차 제조 회사들은 새로운 경주용 자동차를 제작하기가 용이해졌다.
이외에도 WRC 대회에는 양산차 세계 랠리 선수권 대회(Production World Rally Championship)와 28세 미만의 운전자만 참가할 수 있는 주니어 세계 랠리 선수권 대회(Junior World Rally Championship)가 함께 개최되고 있다.

## 역대 챔피언
| 시즌                                                      | 운전자 부문         | 운전자 부문                | 제작사 부분 | 제작사 부분              |
| 시즌                                                      | 운전자              | 차량                       | 제작사      | 차량                     |
| --------------------------------------------------------- | ------------------- | -------------------------- | ----------- | ------------------------ |
| 2024                                                      | 티에리 누빌         | 현대 i20 N 랠리1           | 토요타      | 토요타 GR 야리스 랠리1   |
| 2023                                                      | 칼레 로반페래       | 토요타 GR 야리스 랠리1     | 토요타      | 토요타 GR 야리스 랠리1   |
| 2022                                                      | 칼레 로반페래       | 토요타 GR 야리스 랠리1     | 토요타      | 토요타 GR 야리스 랠리1   |
| 2021                                                      | 세바스티앵 오지에   | 토요타 야리스 WRC          | 토요타      | 토요타 야리스 WRC        |
| 2020                                                      | 세바스티앵 오지에   | 토요타 야리스 WRC          | 현대        | 현대 i20 WRC             |
| 2019                                                      | 오트 태나크         | 토요타 야리스 WRC          | 현대        | 현대 i20 WRC             |
| 2018                                                      | 세바스티앵 오지에   | 포드 피에스타 WRC          | 토요타      | 토요타 야리스 WRC        |
| 2017                                                      | 세바스티앵 오지에   | 포드 피에스타 WRC          | 포드        | 포드 피에스타 WRC        |
| 2016                                                      | 세바스티앵 오지에   | 폭스바겐 폴로 R WRC        | 폭스바겐    | 폭스바겐 폴로 R WRC      |
| 2015                                                      | 세바스티앵 오지에   | 폭스바겐 폴로 R WRC        | 폭스바겐    | 폭스바겐 폴로 R WRC      |
| 2014                                                      | 세바스티앵 오지에   | 폭스바겐 폴로 R WRC        | 폭스바겐    | 폭스바겐 폴로 R WRC      |
| 2013                                                      | 세바스티앵 오지에   | 폭스바겐 폴로 R WRC        | 폭스바겐    | 폭스바겐 폴로 R WRC      |
| 2012                                                      | 세바스티앵 뢰브     | 시트로엥 DS3 WRC           | 시트로엥    | 시트로엥 DS3 WRC         |
| 2011                                                      | 세바스티앵 뢰브     | 시트로엥 DS3 WRC           | 시트로엥    | 시트로엥 DS3 WRC         |
| 2010                                                      | 세바스티앵 뢰브     | 시트로엥 C4 WRC            | 시트로엥    | 시트로엥 C4 WRC          |
| 2009                                                      | 세바스티앵 뢰브     | 시트로엥 C4 WRC            | 시트로엥    | 시트로엥 C4 WRC          |
| 2008                                                      | 세바스티앵 뢰브     | 시트로엥 C4 WRC            | 시트로엥    | 시트로엥 C4 WRC          |
| 2007                                                      | 세바스티앵 뢰브     | 시트로엥 C4 WRC            | 포드        | 포드 포커스 RS WRC 06/07 |
| 2006                                                      | 세바스티앵 뢰브     | 시트로엥 Xsara WRC         | 포드        | 포드 포커스 RS WRC 06    |
| 2005                                                      | 세바스티앵 뢰브     | 시트로엥 Xsara WRC         | 시트로엥    | 시트로엥 Xsara WRC       |
| 2004                                                      | 세바스티앵 뢰브     | 시트로엥 Xsara WRC         | 시트로엥    | 시트로엥 Xsara WRC       |
| 2003                                                      | 페테르 솔베르그     | 스바루 임프레자 WRC 2003   | 시트로엥    | 시트로엥 Xsara WRC       |
| 2002                                                      | 마커스 그뢴홀름     | 푸조 206 WRC               | 푸조        | 푸조 206 WRC             |
| 2001                                                      | 리처드 번즈         | 스바루 임프레자 WRC 2001   | 푸조        | 푸조 206 WRC             |
| 2000                                                      | 마커스 그뢴홀름     | 푸조 206 WRC               | 푸조        | 푸조 206 WRC             |
| 1999                                                      | 톰미 매키넨         | 미쓰비시 랜서 에볼루션 VI  | 토요타      | 토요타 코롤라 WRC        |
| 1998                                                      | 톰미 매키넨         | 미쓰비시 랜서 에볼루션 V   | 미쓰비시    | 미쓰비시 랜서 에볼루션 V |
| 1997                                                      | 톰미 매키넨         | 미쓰비시 랜서 에볼루션 IV  | 스바루      | 스바루 임프레자 WRC      |
| 1996                                                      | 톰미 매키넨         | 미쓰비시 랜서 에볼루션 III | 스바루      | 스바루 임프레자 555      |
| 1995                                                      | 콜린 맥레이         | 스바루 임프레자 555        | 스바루      | 스바루 임프레자 555      |
| 1994                                                      | 디디에 오리올       | 토요타 셀리카 Turbo 4WD    | 토요타      | 토요타 셀리카 Turbo 4WD  |
| 1993                                                      | 유하 캉쿠넨         | 토요타 셀리카 Turbo 4WD    | 토요타      | 토요타 셀리카 Turbo 4WD  |
| 1992                                                      | 카를로스 사인스     | 토요타 셀리카 Turbo 4WD    | 란차        | 란차 Delta HF Integrale  |
| 1991                                                      | 유하 캉쿠넨         | 란차 Delta Integrale 16V   | 란차        | 란차 Delta Integrale 16V |
| 1990                                                      | 카를로스 사인스     | 토요타 셀리카 GT-Four      | 란차        | 란차 Delta Integrale 16V |
| 1989                                                      | 미키 비아시온       | 란차 Delta Integrale       | 란차        | 란차 Delta Integrale     |
| 1988                                                      | 미키 비아시온       | 란차 Delta Integrale       | 란차        | 란차 Delta Integrale     |
| 1987                                                      | 유하 캉쿠넨         | 란차 Delta HF 4WD          | 란차        | 란차 Delta HF 4WD        |
| 1986                                                      | 유하 캉쿠넨         | 푸조 205 Turbo 16          | 푸조        | 푸조 205 Turbo 16 E2     |
| 1985                                                      | 티모 살로넨         | 푸조 205 Turbo 16          | 푸조        | 푸조 205 Turbo 16 E2     |
| 1984                                                      | 스티그 블롬크비스트 | 아우디 콰트로              | 아우디      | 아우디 콰트로            |
| 1983                                                      | 하누 미콜라         | 아우디 콰트로              | 란차        | 란차 Rally 037           |
| 1982                                                      | 발터 뢰를           | 오펠 Ascona 400            | 아우디      | 아우디 콰트로            |
| 1981                                                      | 아리 바타넨         | 포드 Escort RS1800         | 타르보      | 타르보 Sunbeam Lotus     |
| 1980                                                      | 발터 뢰를           | 피아트 131 Abarth          | 피아트      | 피아트 131 Abarth        |
| 1979                                                      | 비욘 월데가드       | 포드 Escort RS1800*        | 포드        | 포드 Escort RS1800       |
| 1978                                                      | 마르쿠 알렌***      | 피아트 131 Abarth**        | 피아트      | 피아트 131 Abarth        |
| 1977                                                      | 산드로 무나리***    | 란치아 스트라토스 HF       | 피아트      | 피아트 131 Abarth        |
| 1976                                                      | 운전자 부문 없음    | 운전자 부문 없음           | 란차        | 란치아 스트라토스 HF     |
| 1975                                                      | 운전자 부문 없음    | 운전자 부문 없음           | 란차        | 란치아 스트라토스 HF     |
| 1974                                                      | 운전자 부문 없음    | 운전자 부문 없음           | 란차        | 란치아 스트라토스 HF     |
| 1973                                                      | 운전자 부문 없음    | 운전자 부문 없음           | 알파인-르노 | 알파인-르노 A110         |
| * 랠리 중 2회는 메르세데스-벤츠 450 SLC 운전              |                     |                            |             |                          |
| ** 랠리 중 2회는 란치아 스트라토스 HF 운전                |                     |                            |             |                          |
| *** 1977년~1978년 운전자 부문은 FIA Cup for Rally Drivers |                     |                            |             |                          |